# Helvijs Lūsis
Helvijs Lūsis (Aizpute, 14 gennaio 1987) è un bobbista, ex ostacolista ed ex lunghista lettone.

## Biografia
Ha praticato l'atletica leggera dedicandosi agli ostacoli e al salto in lungo; nel 2011 prese parte ai campionati nazionali indoor gareggiando nei 60 metri ostacoli e nel lungo, specialità nella quale si classificò al sesto posto assoluto.
Compete nel bob dal 2010 come frenatore per la squadra nazionale lettone, gareggiando a livello internazionale unicamente nella disciplina del bob a quattro. Debuttò in Coppa Europa nella stagione 2010/11, spingendo le slitte condotte da Oskars Melbārdis e Uģis Žaļims. Si distinse nelle categorie giovanili conquistando due medaglie ai mondiali juniores nella sua disciplina: una d'oro vinta a Igls 2012 con Melbārdis, Arvis Vilkaste e Intars Dambis e una d'argento ottenuta a Igls 2013, stavolta con Oskars Ķibermanis alla guida della slitta.
Esordì in Coppa del Mondo nella stagione 2011/12, il 4 dicembre 2011 a Innsbruck, dove terminò la gara all'ottavo posto con Melbārdis alla guida del bob a quattro; ottenne il suo primo podio il 18 dicembre successivo a Winterberg, concludendo la gara a quattro al terzo posto e sempre nell'equipaggio condotto da Melbārdis. 
Ha partecipato a due edizioni dei Giochi olimpici invernali: a Soči 2014 si piazzò dodicesimo mentre a Pyeongchang 2018 fu decimo, in entrambe le occasioni con Ķibermanis alla guida delle slitte.
Ha inoltre preso parte a tre edizioni dei campionati mondiali totalizzando quale miglior risultato il quindicesimo posto ottenuto a Winterberg 2015. 
Agli europei ha invece conquistato una medaglia di bronzo nella sua specialità, vinta nella rassegna di Igls 2017 con Oskars Melbārdis, Daumants Dreiškens e Jānis Strenga.

## Palmarès

### Europei
- 1 medaglia:
  - 1 bronzo (bob a quattro a Igls 2017).

### Mondiali juniores
- 2 medaglie:
  - 1 oro (bob a quattro a Igls 2012)
  - 1 argento (bob a quattro a Igls 2013).

### Coppa del Mondo
- 2 podi (nel bob a quattro):
  - 2 terzi posti.

### Circuiti minori

#### Coppa Europa
- 4 podi (tutti nel bob a quattro):
  - 4 terzi posti (nel bob a due).